# Fondali Boccadasse - Nervi
Fondali Boccadasse - Nervi este o arie protejată (arie specială de conservare — SAC, sit de importanță comunitară — SCI) din Italia întinsă pe o suprafață de 526 ha, integral marine.

## Localizare
Centrul sitului Fondali Boccadasse - Nervi este situat la coordonatele 44°22′48″N 8°59′46″E / 44.38°N 8.996111°E.

## Înființare
Situl Fondali Boccadasse - Nervi a fost declarat sit de importanță comunitară în iunie 1995 pentru a proteja 2 specii de animale. Situl a fost protejat și ca arie specială de conservare în octombrie 2016.

## Biodiversitate
Situată în ecoregiunea mediteraneană, aria protejată conține 3 habitate naturale: Bancuri de nisip acoperite în permanență slab de apă marină, Recifuri, Straturi cu Posidonia (Posidonion oceanicae).
La baza desemnării sitului se află mai multe specii protejate:
- mamifere (1): delfin mare (Tursiops truncatus)
- reptile (1): Caretta caretta

Pe lângă speciile protejate, pe teritoriul sitului au mai fost identificate 7 specii de pești.